# This Guy's in Love with You
This Guy's in Love with You è un brano musicale scritto da Burt Bacharach e Hal David, registrato da Herb Alpert e pubblicato nel 1968.
Il brano è incluso nell'album The Beat of the Brass, uscito nel 1968 a nome Herb Alpert & the Tijuana Brass.

## Tracce
- 7"

1. This Guy's in Love with You
2. A Quiet Tear

## Cover
Una cover dell'artista Dionne Warwick è stata pubblicata nel 1969. Altre versioni celebri di voci femminili sono quelle di Aretha Franklin (1970), Dusty Springfield (1968), Eydie Gormé (1968) e Allison Durbin (1968).
In Italia la canzone è stata cantata da Fred Bongusto in lingua inglese, da Memo Remigi e da Tony Renis in lingua italiana con il titolo Un ragazzo che ti ama su testo di Gianni Boncompagni.
Negli anni '70 il brano è stato interpretato da Jimmy Ruffin, Sacha Distel e Donny Osmond. 
In seguito la canzone è stata interpretata, tra gli altri, da Barry Manilow (2006), Julio Iglesias (2006), Faith No More (2016), The Bad Plus (2007) e These New Puritans (2013).